# Tecshongi csata
A tecshongi (daecheong-i) csata (hangul: 대청해전, handzsa (hanja): 大青海戰; Tecshong Hedzson (Daecheong Haejeon)) egy, az észak- és a dél-koreai haditengerészet között lezajlott ütközet volt, az NLL közelében, 2009. november 10-én. Egy északi járőrhajó súlyos sérüléseket szenvedett el, míg a déliek – állításuk szerint – nem veszítettek egy embert sem.

## Az ütközet
Az incidens fél 12 körül kezdődött, amikor egy északi járőrhajó átlépte az NLL-t, midőn az nincs elismerve a KNDK (Koreai Népi Demokratikus Köztársaság, Észak-Korea) által, válaszul két figyelmeztetést is kapott a déliektől. Mivel nem reagált, az egyik déli hajó leadott egy figyelmeztető lövést. Az északi csónak viszonozta a tüzet. Ez egy kisebb tűzharcot eredményezett a vitatott határvonalnál. Az északi naszád megközelítőleg 50 töltetet tüzelt el, míg a déliek 200 lőszert lőttek ki.
A Koreai Központi Hírügynökség, az észak-koreai állami sajtó a déli haditengerészetet a Korea-közi tengeri határvonal megsértésével, és konfrontáció provokálásával gyanúsította.
|  | „... az (észak-)Koreai Népi Haditengerészet az egyik járőrhajóját kiküldte, hogy ellenőrizze, valóban behatolt-e egy azonosítatlan jármű a KNDK vizeire. Amikor a járőrhajó elindult visszafelé, mivel megerősítette hogy valóban határsértőket találtak, 11:20 körül déli hadihajók tüzet nyitottak rá, és üldözőbe vették. Az északi vizek hajója, ami mindig harcra kész volt, nem vesztegette az időt, hanem gyors megtorló csapást mért a provokátorokra. A déliek ettől ingerültek lettek, a hadihajóik megfutamodtak, és saját vizeik felé vették az irányt.” |
|  | |

## Kimenetel
A csata után a déli hajók csupán felszíni sérüléseket szereztek (állítólag 15 lövésnyom van az egyik hajó oldalán) embert nem veszítettek, míg az északiak csónakja részben megsemmisült. Északi részről ilyesmiről nem volt jelentés, de az egyik déli hírügynökség, csupán pletyka szintű jelentésben annyit közölt, hogy az északiak vesztesége 4 emberre rúg: 1 halott, és 3 sebesült. Másrészről, egy későbbi menekült állítása szerint közel 10 északi tengerész hunyt el az ütközetben.
A Koreai Központi Hírügynökség Dél-Koreát bocsánatkérésre szólította fel.

## Lásd még
- Első jonphjongi (yeonpyeong-i) csata
- Második jonphjongi (yeonpyeong-i) csata